# Lätt flugvikt i fristil i brottning vid olympiska sommarspelen 1992
Herrarnas brottningsturnering i fristil i viktklassen lätt flugvikt vid olympiska sommarspelen 1992 avgjordes i Barcelona i Institut Nacional d'Educació Física de Catalunya. 

## Medaljörer
| Klass         | Guld               | Silver                   | Brons                 |
| Lätt flugvikt | Kim Il · Nordkorea | Kim Jong-Shin · Sydkorea | Vougar Oroudjov · OSS |

## Resultat
- TO — Vinst genom fall
- SP — Vinst genom överlägsenhet, 12-14 poängs skillnad, förloraren med poäng
- SO — Vinst genom överlägsenhet, 12-14 poängs skillnad, förloraren utan poäng
- ST — Vinst genom teknisk överlägsenhet, 15 poäng skillnad
- PP — Vinst genom poäng, förloraren med tekniska poäng
- PO — Vinst genom poäng, förloraren utan tekniska poäng
- PA — Vinst genom att motståndaren skadas
- DQ — Vinst genom förverkande
- D2 — Båda brottarna diskvalificerade på grund av passivitet  (0-0 poäng)
- DNA — Dök inte upp
- L — Förluster
- ER — Elimineringsrunda
- CP — Klassificeringspoäng
- TP — Tekniska poäng

- PA — Vinst genom att motståndaren skadats

### Elimineringsrunda

#### Pool A
| L        |                                | CP       | TP       |                                | L        |          |
| Omgång 1 | Omgång 1                       | Omgång 1 | Omgång 1 | Omgång 1                       | Omgång 1 | Omgång 1 |
| -------- | ------------------------------ | -------- | -------- | ------------------------------ | -------- | -------- |
| 1        | Nader Rahmati (IRI)            | 1-3 PP   | 3-6      | Chen Zhengbin (CHN)            | 0        |          |
| 1        | Vincent Pangelinan (GUM)       | 0-4 ST   | 0-16     | Tim Vanni (USA)                | 0        |          |
| 1        | Francisco Sánchez (ESP)        | 0-4 ST   | 0-15     | Tserenbaataryn Khosbayar (MGL) | 0        |          |
| 0        | Kim Jong-Shin (KOR)            | 3-1 PP   | 4-2      | Romica Raşovan (ROU)           | 1        |          |
| 1        | Amos Ojo Adekunle (NGR)        | 1-3 PP   | 4-7      | Tom Petryshen (CAN)            | 0        |          |
| Omgång 2 |                                |          |          |                                |          |          |
| 1        | Nader Rahmati (IRI)            | 4-0 TO   | 2:31     | Vincent Pangelinan (GUM)       | 2        |          |
| 1        | Chen Zhengbin (CHN)            | 1-3 PP   | 2-3      | Tim Vanni (USA)                | 0        |          |
| 2        | Francisco Sánchez (ESP)        | 0-4 ST   | 1-17     | Kim Jong-Shin (KOR)            | 0        |          |
| 0        | Tserenbaataryn Khosbayar (MGL) | 4-0 TO   | 3:02     | Amos Ojo Adekunle (NGR)        | 2        |          |
| 1        | Romica Raşovan (ROU)           | 3-0 PO   | 10-0     | Tom Petryshen (CAN)            | 1        |          |
| Omgång 3 |                                |          |          |                                |          |          |
| 2        | Nader Rahmati (IRI)            | 1-3 PP   | 7-9      | Tim Vanni (USA)                | 0        |          |
| 2        | Chen Zhengbin (CHN)            | 0-3 PO   | 0-1      | Kim Jong-Shin (KOR)            | 0        |          |
| 1        | Tserenbaataryn Khosbayar (MGL) | 1-3 PP   | 7-9      | Romica Raşovan (ROU)           | 1        |          |
| 1        | Tom Petryshen (CAN)            |          |          | Bye                            |          |          |
| Omgång 4 |                                |          |          |                                |          |          |
| 2        | Tom Petryshen (CAN)            | 0-3 PO   | 0-5      | Tim Vanni (USA)                | 0        |          |
| 2        | Tserenbaataryn Khosbayar (MGL) | 1-3 PP   | 2-6      | Kim Jong-Shin (KOR)            | 0        |          |
| 1        | Romica Raşovan (ROU)           |          |          | Bye                            |          |          |
| Omgång 5 |                                |          |          |                                |          |          |
| 1        | Romica Raşovan (ROU)           | 3-1 PP   | 10-7     | Tim Vanni (USA)                | 1        |          |
| 0        | Kim Jong-Shin (KOR)            |          |          | Bye                            |          |          |
| Omgång 6 |                                |          |          |                                |          |          |
| 0        | Kim Jong-Shin (KOR)            | 3-1 PP   | 5-2      | Tim Vanni (USA)                | 2        |          |
| 1        | Romica Raşovan (ROU)           |          |          | Bye                            |          |          |

| Brottare                       | L | ER | CP |
| ------------------------------ | - | -- | -- |
| Kim Jong-Shin (KOR)            | 0 | -  | 16 |
| Romica Raşovan (ROU)           | 1 | -  | 10 |
| Tim Vanni (USA)                | 2 | 6  | 15 |
| Tserenbaataryn Khosbayar (MGL) | 2 | 4  | 10 |
| Tom Petryshen (CAN)            | 2 | 4  | 3  |
| Nader Rahmati (IRI)            | 2 | 3  | 6  |
| Chen Zhengbin (CHN)            | 2 | 3  | 4  |
| Amos Ojo Adekunle (NGR)        | 2 | 2  | 1  |
| Francisco Sánchez (ESP)        | 2 | 2  | 0  |
| Vincent Pangelinan (GUM)       | 2 | 2  | 0  |

#### Pool B
| L        |                           | CP       | TP       |                           | L        |          |
| Omgång 1 | Omgång 1                  | Omgång 1 | Omgång 1 | Omgång 1                  | Omgång 1 | Omgång 1 |
| -------- | ------------------------- | -------- | -------- | ------------------------- | -------- | -------- |
| 0        | Stanisław Szostecki (POL) | 3-1 PP   | 7-3      | Fariborz Besarati (SWE)   | 1        |          |
| 1        | Vougar Oroudjov (EUN)     | 1-3 PP   | 5-9      | Kim Il (PRK)              | 0        |          |
| 0        | Aldo Martínez (CUB)       | 3-1 PP   | 3-2      | Marian Nedkov (BUL)       | 1        |          |
| 0        | László Óváry (HUN)        | 3-1 PP   | 7-5      | Chaouki Sammari (TUN)     | 1        |          |
| 0        | Reiner Heugabel (GER)     |          |          | Bye                       |          |          |
| Omgång 2 |                           |          |          |                           |          |          |
| 0        | Reiner Heugabel (GER)     | 3-0 PO   | 9-0      | Stanisław Szostecki (POL) | 1        |          |
| 2        | Fariborz Besarati (SWE)   | 1-3 PP   | 2-8      | Vougar Oroudjov (EUN)     | 1        |          |
| 0        | Kim Il (PRK)              | 3-1 PP   | 7-6      | Aldo Martínez (CUB)       | 1        |          |
| 1        | Marian Nedkov (BUL)       | 3-1 PP   | 7-2      | László Óváry (HUN)        | 1        |          |
| 1        | Chaouki Sammari (TUN)     |          |          | Bye                       |          |          |
| Omgång 3 |                           |          |          |                           |          |          |
| 2        | Chaouki Sammari (TUN)     | 0-4 TO   | 0:55     | Reiner Heugabel (GER)     | 0        |          |
| 2        | Stanisław Szostecki (POL) | 0-4 TO   | 4:53     | Vougar Oroudjov (EUN)     | 1        |          |
| 0        | Kim Il (PRK)              | 3-0 PO   | 3-0      | Marian Nedkov (BUL)       | 2        |          |
| 1        | Aldo Martínez (CUB)       | 4-0 ST   | 20-5     | László Óváry (HUN)        | 2        |          |
| Omgång 4 |                           |          |          |                           |          |          |
| 1        | Reiner Heugabel (GER)     | 0-4 TO   | 4:09     | Kim Il (PRK)              | 0        |          |
| 1        | Vougar Oroudjov (EUN)     | 3-1 PP   | 12-5     | Aldo Martínez (CUB)       | 2        |          |
| Omgång 5 |                           |          |          |                           |          |          |
| 2        | Reiner Heugabel (GER)     | 0-3 PO   | 0-1      | Vougar Oroudjov (EUN)     | 1        |          |
| 0        | Kim Il (PRK)              |          |          | Bye                       |          |          |

| Brottare                  | L | ER | CP |
| ------------------------- | - | -- | -- |
| Kim Il (PRK)              | 0 | -  | 13 |
| Vougar Oroudjov (EUN)     | 1 | -  | 14 |
| Reiner Heugabel (GER)     | 2 | 5  | 7  |
| Aldo Martínez (CUB)       | 2 | 4  | 9  |
| László Óváry (HUN)        | 2 | 3  | 4  |
| Stanisław Szostecki (POL) | 2 | 3  | 3  |
| Chaouki Sammari (TUN)     | 2 | 3  | 1  |
| Fariborz Besarati (SWE)   | 2 | 2  | 2  |
| Marian Nedkov (BUL)       | 2 | 3  | 4  |

### Slutkamper
|                                | CP        | TP        |                       |           |
| 9:e plats                      | 9:e plats | 9:e plats | 9:e plats             | 9:e plats |
| ------------------------------ | --------- | --------- | --------------------- | --------- |
| Tom Petryshen (CAN)            | DNA       |           | László Óváry (HUN)    |           |
| 7:e plats                      |           |           |                       |           |
| Tserenbaataryn Khosbayar (MGL) | DNA       |           | Aldo Martínez (CUB)   |           |
| 5:e plats                      |           |           |                       |           |
| Tim Vanni (USA)                | 3-0 PO    | 1-0       | Reiner Heugabel (GER) |           |
| Bronsmatch                     |           |           |                       |           |
| Romica Raşovan (ROU)           | 1-3 PP    | 1-2       | Vougar Oroudjov (EUN) |           |
| Final                          |           |           |                       |           |
| Kim Jong-Shin (KOR)            | 1-3 PP    | 1-4       | Kim Il (PRK)          |           |